# Eodorcadion carinatum bramsoni
Eodorcadion carinatum bramsoni es una subespecie de escarabajo longicornio del género Eodorcadion, categorizada en la tribu Dorcadionini, de la subfamilia Lamiinae. Fue descrita por Pic en 1901.

## Descripción
Mide 14-20 mm de longitud.

## Distribución
Se distribuye por Rusia.